# 가미시시오리역
가미시시오리역(일본어: 上鹿折駅)은 일본 미야기현 게센누마시에 위치한 동일본 여객철도 오후나토 선의 철도역이다. 상대식 승강장 2면 2선의 구조를 갖춘 지상역이었으나, 2011년 동일본 대지진의 지진 해일 피해로 인해 BRT 대체로 운행되고 있다.

## 타는 곳
| (역사 측) | ■ 오후나토 선 | 하행 | 리쿠젠타카타 · 사카리 방면 |
| (반대 측) | ■ 오후나토 선 | 상행 | 게센누마 · 이치노세키 방면 |

## 역 주변
- 현도 34호 게센누마리쿠젠타카타 선
- 현도 211호 가미시시오리테이류조 선

## 역사
- 1932년 3월 19일 : 개업.
- 1986년 11월 1일 : 무인화.
- 1987년 4월 1일 : 일본국유철도 분할 민영화에 의해, 동일본 여객철도가 승계.
- 2011년 3월 11일 : 동일본 대지진으로 인한 영업 정지.
- 2013년 3월 2일 : BRT에 의해 가복구. 미야코 버스 시시오리카나야마 선의 게센누마에키마에 - 당 역간을 BRT로서 운행.
- 2020년 4월 1일 : 게센누마 역 - 사카리 역 간의 철도 사업 폐지로 인해 철도역으로는 폐역됨.

## 인접 역
| 동일본 여객철도 오후나토 선 | 동일본 여객철도 오후나토 선    | 동일본 여객철도 오후나토 선 |
| --------------------------- | ------------------------------ | --------------------------- |
| 게센누마 이치노세키 방면    | ■ 본선 철도 운용시             | 리쿠젠야하기 사카리 방면    |
| 게센누마 게센누마 방면      | ■ BRT 구간 : 가미시시오리 방면 | 시·종착역                   |